# Lužec nad Cidlinou
Lužec nad Cidlinou é uma comuna checa localizada na região de Hradec Králové, distrito de Hradec Králové‎.